# Итатин
Итатин (порт. Itatim)  —  муниципалитет в Бразилии, входит в штат Баия. Составная часть мезорегиона Северо-центральная часть штата Баия. Входит в экономико-статистический микрорегион Фейра-ди-Сантана. Население составляет 14 641 человек на 2006 год. Занимает площадь 574,259 км². Плотность населения — 25,5 чел./км².

## Статистика
- Валовой внутренний продукт на 2003 год составляет 26 537 753,00 реалов (данные: Бразильский институт географии и статистики).
- Валовой внутренний продукт на душу населения на 2003 год составляет 1930,16 реалов (данные: Бразильский институт географии и статистики).
- Индекс развития человеческого потенциала на 2000 год составляет 0,635 (данные: Программа развития ООН).